# Egenhofen (Kammeltal)
Egenhofen ist ein Gemeindeteil von Kammeltal im schwäbischen Landkreis Günzburg in Bayern. 

## Lage
Das Kirchdorf ist über die Kreisstraße GZ 1 zu erreichen.

## Geschichte
Der Ort wird erstmals um 1150 genannt, als Ministerialen Güter in Egenhofen an das Kloster Ursberg schenkten. 
Am 1. Juli 1972 wurde die Gemeinde Kammeltal im Zuge der kommunalen Gebietsreform aus den ehemals selbständigen Gemeinden Behlingen, Egenhofen, Ettenbeuren, Goldbach, Kleinbeuren, Ried und Wettenhausen gegründet.

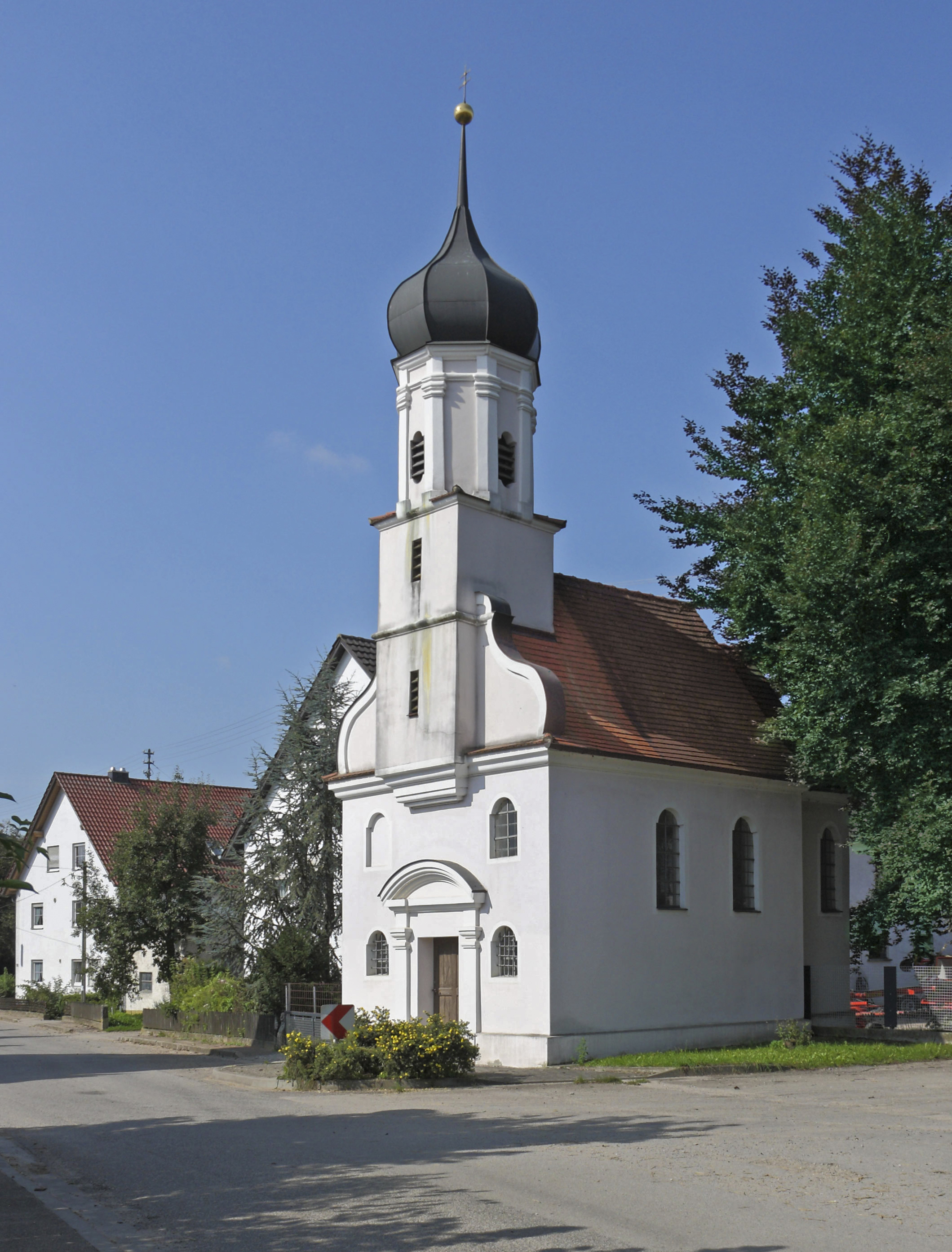
Kirche Heilige Dreifaltigkeit

## Bevölkerungsentwicklung
Es handelt sich um Einwohnerzahlen nach dem jeweiligen Gebietsstand bis 1970 und ohne die heute zugehörigen Ortsteile. Die Bevölkerungszahl im Ort von 1987 wurde als Gemeindeteil der Gemeinde Kammeltal angegeben. Die Zahlen sind Volkszählungsergebnisse mit Archivierungen des Internetportals Bavarikon des Freistaats Bayern.
| Jahr      | 1871 | 1925 | 1950 | 1970 | 1987 | 2014 |
| Einwohner | 113  | 115  | 175  | 133  | 110  | 154  |

## Sehenswürdigkeiten
- Die katholische Filialkirche Hl. Dreifaltigkeit wurde 1689 erbaut. Das Kirchengebäude ist ein schlanker Satteldachbau mit eingezogenem halbrund schließendem Chor und Volutengiebel. Im Jahr 1769 wurde die Kirche neu umgestaltet.